# Motorová jednotka 813.1
Motorová jednotka české řady 813.1 je tvořena motorovým vozem řady 813.1 trvale spojeným s řídicím vozem řady 913.1. Jedná se o modernizace motorových vozů řady 810 a přípojných vozů řady Btax780 realizované v ŽOS Zvolen v letech 2012–2018. Jednotky provozuje Železničná spoločnosť Slovensko (ZSSK), v letech 2012–2015 je provozoval též český dopravce GW Train Regio. Prototypy slovenské řady 813.10 mají čela původního vzhledu řady 810, novější prototypy s laminátovými čely nesou slovenské řadové označení 813.11. Obdobné jednotky zhotovené pro českého dopravce KŽC Doprava jsou označeny jako česká řada 813.2.

## Konstrukce

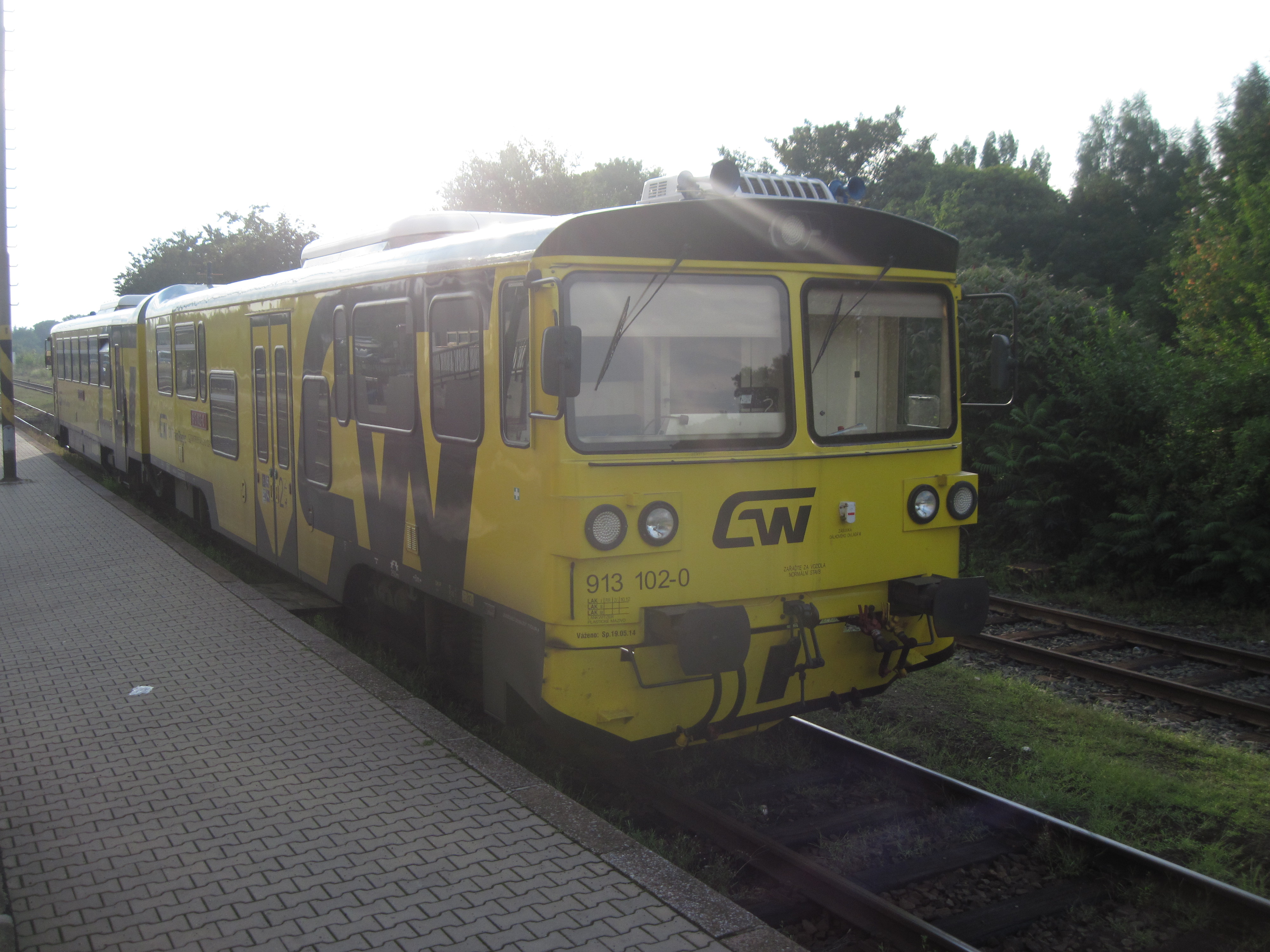
Řídicí vůz prototypové jednotky

Motorový a řídicí vůz jsou svými zadními, průchozími čely navzájem pevně spojeny pevným (semipermanentním) spřáhlem Schaku – Voith, pro průchod slouží mezivozový přechod Hübner. Motorový vůz vychází z motorového vozu jednotky řady 813, je ale vybaven novým výkonnějším motorem Tedom TD 310 RH TA 26 a nápravovou převodovkou GGM 190 firmy Gmeinder, oproti řadě 813 se v motorovém voze nenachází WC. Řídicí vůz se liší výrazně více, vychází spíše z řídicího vozu řady 914 z jednotky řady 814 – je nízkopodlažní s výškou podlahy 580 mm, s jedněmi dvoukřídlými dveřmi v nízkopodlažní části, vybaven bezbariérovým WC a prostorem pro přepravu cestujících na vozíku a jízdních kol.
Jednotka je vybavena řídicím systémem MIREL RS1, jenž umožňuje ovládání až tří jednotek z jednoho stanoviště a spolupracuje nejen s jednotkami řady 813, nýbrž i se slovenskými motorovými vozy řady 812.

## Vývoj, výroba a provoz

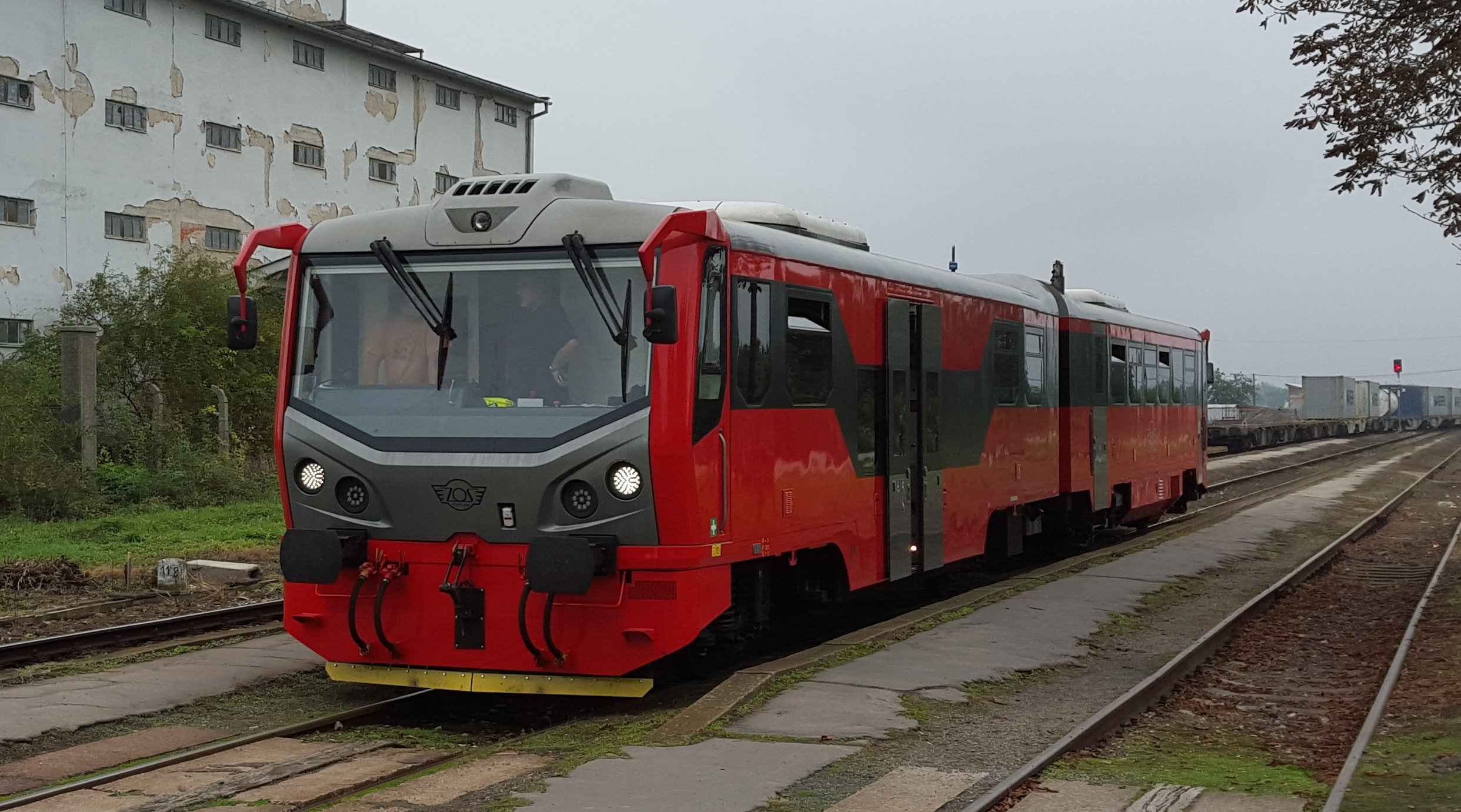
Novější verze jednotky s laminátovými čely

Dva prototypy, postavené původně pro českého dopravce GW Train Regio, se více podobají řadě 813/913 – mají zachována původní čela a stejná okna.
GW Train Regio své dvě jednotky provozoval od roku 2012 na trati Karlovy Vary – Mariánské Lázně, přičemž si je objednal jako náhradu za zapůjčené RegioSprintery společnosti Vogtlandbahn. Roku 2015 GW Train jednotky vrátil výrobci, ten je poté pronajal ZSSK.
V roce 2013 postavil ŽOS Zvolen třetí jednotku na vlastní náklady, jejíž řešení je mírně odlišné – čela byla vyměněna za nová laminátová, do jednotky byla osazena též nová lepená okna. Protože se jednotky v provozu osvědčily, nechala si Železničná spoločnosť Slovensko roku 2017 rekonstruovat další vozy na 8 nových jednotek, označovaných slovenským značením 813.11/913.11, kde získaly přezdívku Mravec (Mravenec).
Prototypovou jednotku 813.11 s laminátovými čely výrobce rovněž pronajal ZSSK. Ta tři pronajaté starší jednotky společně se svými osmi jednotkami provozuje ve Zvolenu. Zbývající jednotky řady 813.11 až na prototyp byly v roce 2020 přeřazeny do Popradu na trať 185 místo jednotek 840, které byly poslány na trať 131. Jednotky byly nalezeny nedsotatečné na výkony do Tatranské Lomnice neboli jsou vysílány pouze na Poprad-Tatry - Muszyna, kde jsou často viditelné s motorovými vozy 812
Roku 2018 si dvě nové jednotky, značené ovšem jako řada 813.2 objednala též česká společnost KŽC Doprava, přičemž dodány měly být do konce března 2019. KŽC Doprava plánuje nasazení svých dvou jednotek od prvního čtvrtletí roku 2019 na linku S34 Praha Masarykovo nádraží – Praha Čakovice (na trati 070). 15. března 2019 vyjely tyto nové soupravy na linku S34 v rámci testovacího provozu. Od 22. března, po oficiálním představení, jezdí v běžném pravidelném provozu.